# هارلي باسترناك
هارلي باسترناك هو متحدث تحفيزي واخصائي تغذية كندي، ولد في 6 أغسطس 1974 في تورونتو في كندا.